# فنیی (دهانه)

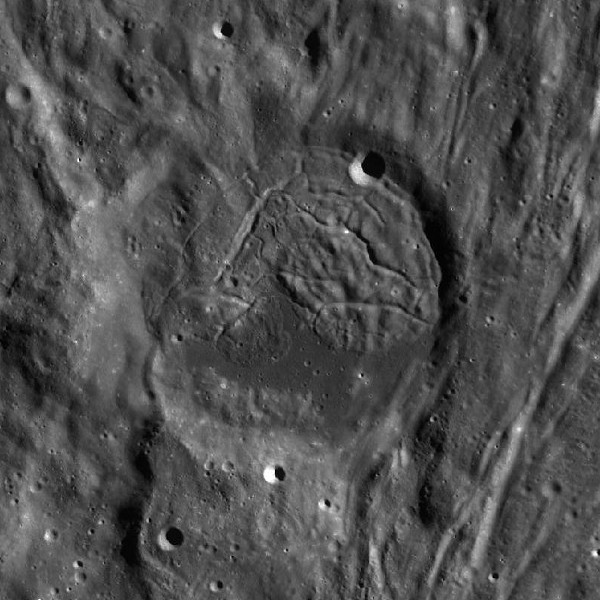
فنیی دهانه برخورید

فنیی یک دهانه برخوردی در ماه‌